# King Clancy-emlékkupa

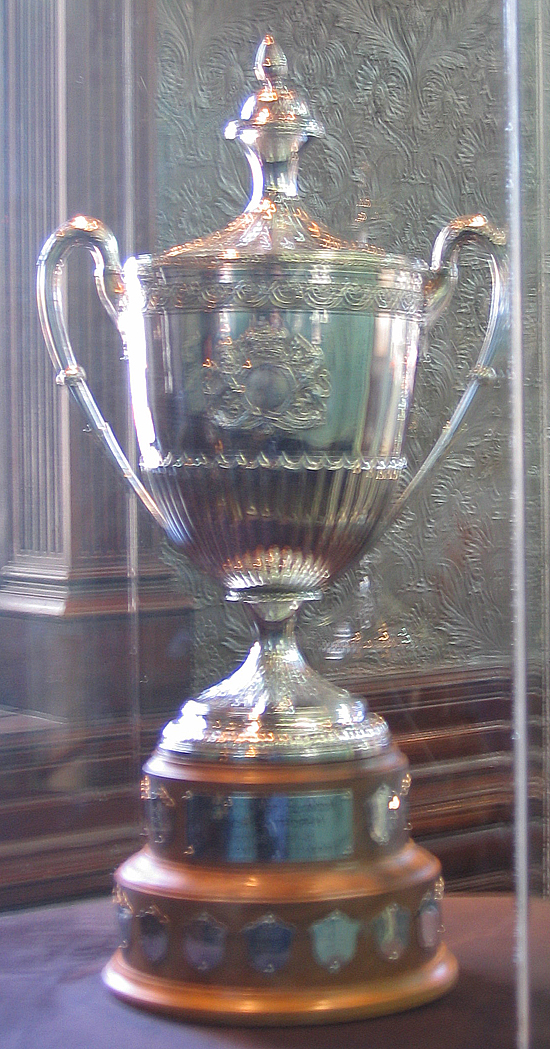
A King Clancy-emlékkupa

A King Clancy-emlékkupa egy díj a National Hockey League-ben. Az a játékos kapja az év végén, aki példamutató magatartást képviselt a jégen és az életben valamint fontos humanitárius cselekedetek hajtott végre. A díjazottat Professional Hockey Writers' Association és az NHL Broadcasters' Association tagjai választják ki.

## Története
A díjat Francis M. "King" Clancy emlékére alapították, aki az Ottawa Senators és a Toronto Maple Leafs játékosa volt. Később pedig játékvezető, edző. Tagja a Hírességek Csarnokának. A trófeát először 1988-ban osztották ki. Nincs olyan játékos aki kétszer nyerte volna meg.

## A díjazottak
| 2024–2025 | Aleksandr Barkov                 | Florida Panthers                 |                                  |                                  |
| 2023–2024 | Anders Lee                       | New York Islanders               |                                  |                                  |
| 2022–2023 | Mikael Backlund                  | Calgary Flames                   |                                  |                                  |
| 2021–2022 | P. K. Subban                     | New Jersey Devils                |                                  |                                  |
| 2020–2021 | Pekka Rinne                      | Nashville Predators              |                                  |                                  |
| 2019–2020 | Matt Dumba                       | Minnesota Wild                   |                                  |                                  |
| 2018–2019 | Jason Zucker                     | Minnesota Wild                   |                                  |                                  |
| 2017–2018 | Henrik Sedin Daniel Sedin        | Vancouver Canucks                |                                  |                                  |
| 2016–2017 | Nick Foligno                     | Columbus Blue Jackets            |                                  |                                  |
| 2015–2016 | Henrik Sedin                     | Vancouver Canucks                |                                  |                                  |
| 2014–2015 | Henrik Zetterberg                | Detroit Red Wings                |                                  |                                  |
| 2013–2014 | Andrew Ference                   | Edmonton Oilers                  |                                  |                                  |
| 2012–2013 | Patrice Bergeron                 | Boston Bruins                    |                                  |                                  |
| 2011–2012 | Daniel Alfredsson                | Ottawa Senators                  |                                  |                                  |
| 2010–2011 | Doug Weight                      | New York Islanders               |                                  |                                  |
| 2009–2010 | Shane Doan                       | Phoenix Coyotes                  |                                  |                                  |
| 2008–2009 | Ethan Moreau                     | Edmonton Oilers                  |                                  |                                  |
| 2007–2008 | Vincent Lecavalier               | Tampa Bay Lightning              |                                  |                                  |
| 2006–2007 | Saku Koivu                       | Montréal Canadiens               |                                  |                                  |
| 2005–2006 | Olaf Kölzig                      | Washington Capitals              |                                  |                                  |
| 2004–2005 | A lockout miatt nem volt győztes | A lockout miatt nem volt győztes | A lockout miatt nem volt győztes | A lockout miatt nem volt győztes |
| 2003–2004 | Jarome Iginla                    | Calgary Flames                   |                                  |                                  |
| 2002–2003 | Brendan Shanahan                 | Detroit Red Wings                |                                  |                                  |
| 2001–2002 | Ron Francis                      | Carolina Hurricanes              |                                  |                                  |
| 2000–2001 | Shjon Podein                     | Colorado Avalanche               |                                  |                                  |
| 1999–2000 | Curtis Joseph                    | Toronto Maple Leafs              |                                  |                                  |
| 1998–1999 | Rob Ray                          | Buffalo Sabres                   |                                  |                                  |
| 1997–1998 | Kelly Chase                      | St. Louis Blues                  |                                  |                                  |
| 1996–1997 | Trevor Linden                    | Vancouver Canucks                |                                  |                                  |
| 1995–1996 | Kris King                        | Winnipeg Jets                    |                                  |                                  |
| 1994–1995 | Joe Nieuwendyk                   | Calgary Flames                   |                                  |                                  |
| 1993–1994 | Adam Graves                      | New York Rangers                 |                                  |                                  |
| 1992–1993 | Dave Poulin                      | Boston Bruins                    |                                  |                                  |
| 1991–1992 | Ray Bourque                      | Boston Bruins                    |                                  |                                  |
| 1990–1991 | Dave Taylor                      | Los Angeles Kings                |                                  |                                  |
| 1989–1990 | Kevin Lowe                       | Edmonton Oilers                  |                                  |                                  |
| 1988–1989 | Bryan Trottier                   | New York Islanders               |                                  |                                  |
| 1987–1988 | Lanny McDonald                   | Calgary Flames                   |                                  |                                  |